# Listă de filme idol: L
Aceasta este o listă de filme idol în ordine alfabetică. Vedeți Listă de filme idol pentru lista principală.
| Film                                                                           | An        | Regizor                           | Surse                              |
| ------------------------------------------------------------------------------ | --------- | --------------------------------- | ---------------------------------- |
| Locul întâlnirii nu poate fi schimbat                                          | 1979      | Stanislav Govorukhin              |                                    |
| Labyrinth                                                                      | 1986      | Jim Henson                        | [ 1 ]                              |
| Ladies and Gentlemen, The Fabulous Stains                                      | 1982      | Lou Adler                         | [ 2 ] [ 3 ]                        |
| The Lady from Shanghai                                                         | 1947      | Orson Welles                      | [ 4 ] [ 5 ]                        |
| The Lair Of The White Worm                                                     | 1988      | Ken Russell                       | [ 6 ]                              |
| Lake Placid                                                                    | 1999      | Steve Miner                       | [ 7 ] [ 8 ]                        |
| Lamhe                                                                          | 1991      | Yash Chopra                       | [ 9 ] [ 10 ] [ 11 ]                |
| Land of the Pharaohs                                                           | 1955      | Howard Hawks                      | [ 12 ]                             |
| Laserblast                                                                     | 1978      | Michael Rae                       | [ 13 ]                             |
| The Last Dragon                                                                | 1985      | Michael Schultz                   | [ 14 ]                             |
| The Last House on the Left                                                     | 1972      | Wes Craven                        | [ 15 ]                             |
| The Last Picture Show                                                          | 1971      | Peter Bogdanovich                 | [ 16 ]                             |
| The Last Seduction                                                             | 1994      | John Dahl                         | [ 17 ]                             |
| The Last Starfighter                                                           | 1984      | Nick Castle                       | [ 18 ]                             |
| The Last Sunset                                                                | 1961      | Robert Aldrich                    | [ 19 ]                             |
| Last Tango in Paris                                                            | 1972      | Bernardo Bertolucci               | [ 20 ]                             |
| The Last Unicorn                                                               | 1982      | Arthur Rankin, Jr. and Jules Bass | [ 21 ] [ 22 ]                      |
| The Last Waltz                                                                 | 1978      | Martin Scorsese                   | [ 23 ] [ 24 ]                      |
| The Last Wave                                                                  | 1977      | Peter Weir                        | [ 25 ]                             |
| Låt den Rätte Komma in (Let the Right One In)                                  | 2008      | Tomas Alfredson                   | [ 26 ] [ 27 ]                      |
| Laura                                                                          | 1944      | Otto Preminger                    | [ 12 ]                             |
| The Lawnmower Man                                                              | 1992      | Brett Leonard                     | [ 28 ]                             |
| The Leather Boys                                                               | 1964      | Sidney J. Furie                   | [ 29 ]                             |
| Legend                                                                         | 1985      | Ridley Scott                      | [ 30 ]                             |
| The Legend of Billie Jean                                                      | 1985      | Matthew Robbins                   | [ 31 ]                             |
| The Legend of the 7 Golden Vampires                                            | 1974      | Roy Ward Baker and Chang Cheh     | [ 32 ]                             |
| Die Legende von Paul und Paula (The Legend of Paul and Paula)                  | 1973      | Heiner Carow                      | [ 33 ] [ 34 ] [ 35 ]               |
| Leningrad Cowboys Go America Leningrad Cowboys Meet Moses                      | 1989 1994 | Aki Kaurismäki                    | [ 36 ]                             |
| Léon (Léon: The Professional)                                                  | 1994      | Luc Besson                        | [ 37 ] [ 38 ]                      |
| Leprechaun                                                                     | 1993      | Mark Jones                        | [ 39 ]                             |
| Leprechaun 2                                                                   | 1994      | Rodman Flender                    | [ 39 ]                             |
| Leprechaun 3                                                                   | 1995      | Brian Trenchard-Smith             | [ 39 ]                             |
| Leprechaun 4: In Space                                                         | 1997      | Brian Trenchard-Smith             | [ 39 ]                             |
| Leprechaun in the Hood                                                         | 2000      | Rob Spera                         | [ 39 ]                             |
| Let Me Die a Woman                                                             | 1978      | Doris Wishman                     | [ 40 ]                             |
| Let's Get Lost                                                                 | 1988      | Bruce Weber                       | [ 41 ]                             |
| Let's Scare Jessica to Death                                                   | 1971      | John D. Hancock                   | [ 42 ]                             |
| Les Lèvres Rouges (Daughters of Darkness)                                      | 1971      | Harry Kümel                       | [ 43 ] [ 44 ] [ 45 ]               |
| Lifeforce                                                                      | 1985      | Tobe Hooper                       | [ 46 ]                             |
| Lift, The (The Lift)                                                           | 1983      | Dick Maas                         | [ 47 ] [ 48 ]                      |
| The Limey                                                                      | 1999      | Steven Soderbergh                 | [ 49 ] [ 50 ] [ 51 ]               |
| Limite                                                                         | 1930      | Mário Peixoto                     | [ 52 ]                             |
| Liquid Sky                                                                     | 1982      | Slava Tsukerman                   | [ 53 ]                             |
| Lisztomania                                                                    | 1975      | Ken Russell                       | [ 54 ] [ 55 ]                      |
| The Little Prince                                                              | 1974      | Stanley Donen                     | [ 56 ]                             |
| The Little Shop of Horrors                                                     | 1960      | Roger Corman                      | [ 12 ] [ 57 ]                      |
| Little Shop of Horrors                                                         | 1986      | Frank Oz                          | [ 58 ]                             |
| Living in Oblivion                                                             | 1995      | Tom DiCillo                       | [ 59 ]                             |
| Lo Chiamavano Trinità (They Call Me Trinity, also known as My Name is Trinity) | 1970      | Enzo Barboni                      | [ 60 ]                             |
| Le Locataire (The Tenant)                                                      | 1976      | Roman Polanski                    | [ 61 ] [ 62 ] [ 63 ] [ 64 ] [ 65 ] |
| Logan's Run                                                                    | 1976      | Michael Anderson                  | [ 66 ]                             |
| Lola Montès                                                                    | 1955      | Max Ophüls                        | [ 12 ]                             |
| Lola Rennt (Run, Lola, Run)                                                    | 1998      | Tom Tykwer                        | [ 67 ] [ 68 ]                      |
| The Long Goodbye                                                               | 1973      | Robert Altman                     | [ 12 ]                             |
| Long Weekend                                                                   | 1978      | Colin Eggleston                   | [ 69 ]                             |
| Lord Love a Duck                                                               | 1966      | George Axelrod                    | [ 70 ]                             |
| Lords of Dogtown                                                               | 2005      | Catherine Hardwicke               | [ 71 ]                             |
| Lord of the Flies                                                              | 1963      | Peter Brook                       | [ 72 ]                             |
| The Lord of the Rings                                                          | 1978      | Ralph Bakshi                      | [ 73 ]                             |
| The Lost Boys                                                                  | 1987      | Joel Schumacher                   | [ 74 ]                             |
| Lost Highway                                                                   | 1997      | David Lynch                       | [ 75 ]                             |
| Lost In America                                                                | 1985      | Albert Brooks                     | [ 76 ]                             |
| The Lost Skeleton of Cadavra                                                   | 2001      | Larry Blamire                     | [ 77 ]                             |
| Love and Death                                                                 | 1974      | Woody Allen                       | [ 78 ]                             |
| Love at First Bite                                                             | 1979      | Stan Dragoti                      | [ 79 ]                             |
| Love Jones                                                                     | 1997      | Theodore Witcher                  | [ 80 ]                             |
| Love Story                                                                     | 1970      | Arthur Hiller                     | [ 81 ]                             |
| Love Streams                                                                   | 1984      | John Cassavetes                   | [ 82 ]                             |
| The Love Witch                                                                 | 2016      | Anna Biller                       | [ 83 ]                             |
| Lucifer Rising                                                                 | 1972      | Kenneth Anger                     | [ 84 ]                             |